# Daniel Kachniarz
Daniel Kachniarz (ur. 8 sierpnia 1986) – polski hokeista. 
Jego młodszy o 6 lat brat Marek także został bramkarzem hokejowym.

## Kariera klubowa
- KTH Krynica
- SMS II Sosnowiec (2003–2004)
- SMS I Sosnowiec (2004–2005)
- Cracovia (2005–2007)
- TKH Toruń (2007–2008)
- KTH Krynica (2008–2010)
- JKH GKS Jastrzębie (2010–2011)
- Ciarko PBS Bank KH Sanok (2011–2013)
- 1928 KTH (2013-2014)

Absolwent NLO SMS PZHL Sosnowiec z 2005. Od maja 2011 zawodnik Ciarko PBS Bank KH Sanok. Zawodnikiem klubu był do końca sezonu 2012/2013.
W trakcie kariery określany pseudonimem Kacha.

## Sukcesy
- Złoty medal mistrzostw Polski (2 razy): 2006 z Cracovią i 2012 z Ciarko PBS Bank KH Sanok
- Puchar Polski: 2011 z Ciarko PBS Bank KH Sanok